# Arawn
Pour les articles homonymes, voir Arawn (homonymie).
Arawn,  roi d’Annwvyn, est un personnage de la mythologie celtique brittonique qui apparaît notamment dans le premier conte des Mabinogion gallois, qui a pour titre « Pwyll, prince de Dyved ».

## Pwyll, prince de Dyved
Pwyll, prince de Dyved, quitte sa résidence d’Arberth pour aller à la chasse à Glynn Cuch. Il lâche sa meute et voit passer un cerf poursuivi puis tué par une autre meute de chiens blancs. Alors qu’il distribue la viande à ses propres chiens, arrive le propriétaire de l’autre meute, qui lui reproche de s’être indûment approprié le gibier. Cet autre chasseur n’est autre que Arawn, roi d’Annwvyn (l’« Autre Monde » celtique, dans les textes gallois).
En guise de réparation et sur la suggestion d’Arawn, Pwyll accepte qu’ils échangent leurs places et identités pour une année. Après quoi,  Pwyll devra combattre Havgan, un ennemi d’Arawn.
Arawn accompagne Pwyll jusqu’à sa résidence et s’installe auprès de la reine (« la plus belle femme qu’on ait jamais vue), qu’il ne touchera pas durant tout son séjour.
L’année passée, Pwyll se rend au gué du combat et tue Havgan au premier coup donné. Il va à Glynn Cuch et y retrouve Arawn ; ils reprennent leurs identités et aspects respectifs.

## L’Annwvyn
L’Annwvyn est présenté dans ce premier conte des Mabinogion comme un royaume de l’île de Bretagne, au même titre que le Dyved. C’est en fait une représentation de l’Autre Monde des Celtes, connu en Irlande sous le nom de Sidh.

## Honneur
L’objet transneptunien (15810) Arawn porte son nom.

## Compléments

### Sources
- Anonyme (trad. du gallois), Les Quatre Branches du Mabinogi et autres contes gallois du Moyen Âge, Paris, Gallimard, coll. « L'Aube des peuples », octobre 1993, 419 p. (ISBN 978-2-07-073201-2, BNF 35604754)Les Mabinogion, traduit du moyen gallois, présenté et annoté par Pierre-Yves Lambert, sont des textes essentiels de la mythologie celtique brittonique et de la « matière de Bretagne » (émergence de la légende arthurienne).